# HD 74389
HD 74389 är en hierarkisk trippelstjärna belägen i den mellersta delen av stjärnbilden Stora björnen. Den har en skenbar magnitud av ca 7,48 och kräver åtminstone en stark handkikare för att kunna observeras. Baserat på parallax enligt Gaia Data Release 2 på ca 7,6 mas, beräknas den befinna sig på ett avstånd på ca 427 ljusår (ca 131 parsek) från solen. Den rör sig närmare solen med en heliocentrisk radialhastighet på ca -15 km/s.

## Egenskaper
Primärstjärnan HD 74389 A är en vit till blå stjärna i huvudserien av spektralklass A2 V. Den har en massa som är ca 1,7 solmassor och har ca 9,7 gånger solens utstrålning av energi från dess fotosfär vid en effektiv temperatur av ca 8 200 K.
Följeslagaren, HD 74389 B, är en vit dvärg av spektraltyp DA och ligger separerad med 20,11 bågsekunder väster om — minst 190 AE från — HD 74389 A, och har en skenbar magnitud på 14,62.
I augusti 2016 meddelade NASA:s Goddard Space Flight Center att dess amatörastronomprogram, Disk Detective, upptäckt en stoftskiva som kretsar kring primärstjärnan, vilket gör den till den första skivan som någonsin upptäckts runt en stjärna med en vit dvärg som följeslagare och har katalogiserats som DDOI AWI00000wz. Skivans observerade temperatur var högst 136 K. Även om stjärnor med vit dvärg som följeslagare är vanliga, och det finns tre kända planetsystem med vita dvärgar som avlägsna följeslagare (Gl 86, HD 27442 och HD 147513), hade ingen stoftskiva tidigare upptäckts med en nära associerad vit dvärg.